# فرد ماي
فرد ماي (بالإنجليزية: Fred May)‏ هو لاعب دوري الرغبي أسترالي، ولد في 1917، وتوفي في 1945.